# Alingsås IF
Alingsås IF är en svensk idrottsförening i Alingsås, bildad 1906. Klubben har tre sektioner, fotboll, friidrott och gymnastik. I fotboll har man spelat sex säsonger i Sveriges andra division, först 1935/1936 och senast 1968. Damfotbollslaget spelar sedan 2025 i Damallsvenskan.

## Historik
Föreningen hade två föregångare med samma namn. Den första grundades 1882 men upplöstes efter några år. I mitten av 1890-talet startades en ny förening, och för detta andra Alingsås IF tog Ernst Hellqvist SM-guld i löpning 100 meter 1897. Intresset dog emellertid åter ut, och föreningen upplöstes år 1900. Den 13 mars 1906 grundades så det nuvarande Alingsås IF. Av ännu kvarvarande fotbollsklubbar i Västergötlands distrikt är bara Tidaholms GoIF och IF Elfsborg äldre än AIF.
2012 ombildades AIF från en sektionsförening till en alliansförening, där varje sektion blev en egen förening med ansvar för sin egen verksamhet.

## Verksamhet

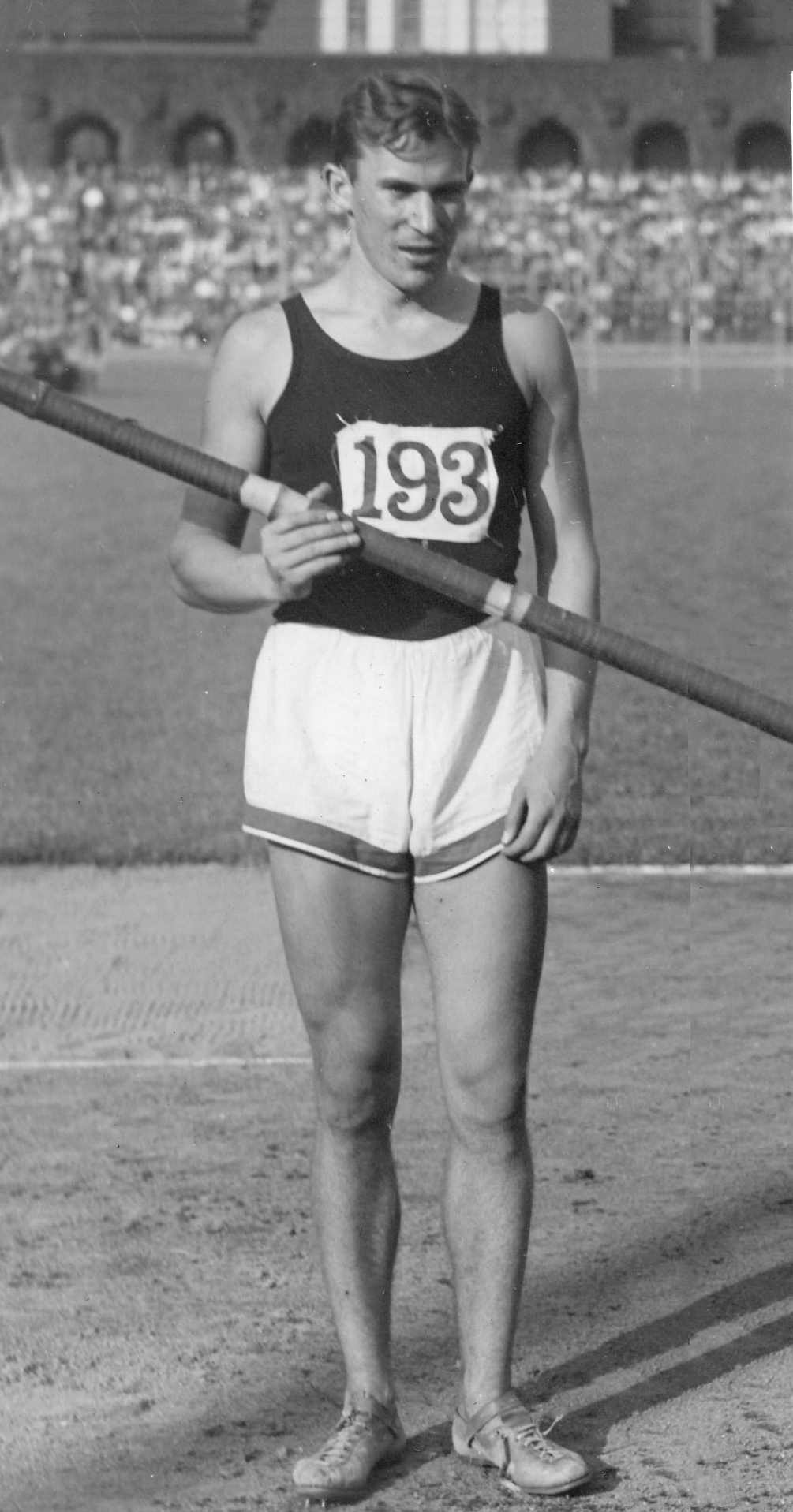
Stavhopparen Bo Ljungberg.

Klubben har tre sektioner, fotboll, friidrott och gymnastik. Tidigare har man även ägnat sig åt handboll, simning, bandy, brottning, bordtennis, bowling, cykelsport, orientering och skridskoåkning. Flera sektioner har brutit sig ur AIF och bildat egna föreningar: Alingsås HK, Team Alingsås BC, Alingsås CK, OK Skogshjortarna och Alingsås SLS.
AIF håller sedan 1915 till på Mjörnvallen vid sjön Mjörns strand. En träläktare från 1935 finns ännu kvar. Klubbstugan tillkom 1993, och 1999 anlades allvädersbanor. På anläggningen finns tre 11-mannaplaner och en 5-mannaplan, samt allt som hör friidrott till.

### Fotboll
Herrfotbollslaget spelade i division II 1935/1936–1937/1938 och 1966–1968. A-laget spelar (2025) i Division 3 Mellersta Götaland.
Damfotbollslaget slogs 2022 ihop med Alingsås FC som då låg i Elitettan, och övertog dess plats i serien. Den 12 oktober 2024 kvalificerade sig laget för spel i Damallsvenskan.

### Friidrott
I friidrott har föreningen haft flera SM-medaljörer, från stavhopparen Bo Ljungberg (SM-brons 1943) till spjutkastaren Elisabet Nagy (9 senior- och 4 junior-SM-guld) och sprintern Peter Karlsson (svenskt rekord på 100 m). Även kortdistanslöparen Frida Claesson och höjdhopparen Oscar Karlsson har tagit medaljer på SM.